# Abbaye de Wigmore

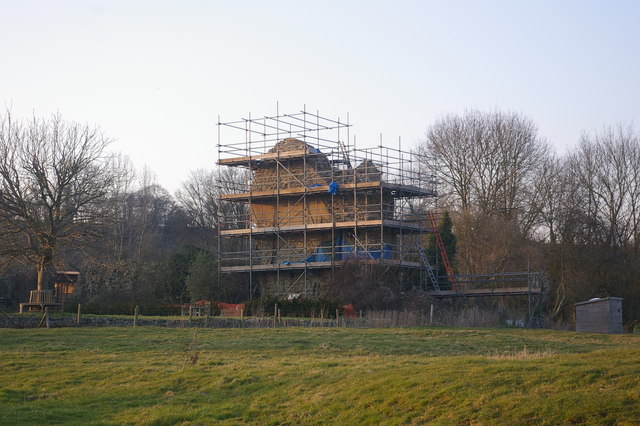
Ruines de l'abbaye de Wigmore.

L'abbaye de Wigmore était une abbaye augustinienne possédant une grange cistercienne, de 1179 à 1530, située à environ 2 km au nord du village de Wigmore, dans le Herefordshire, en Angleterre. 
Seules en demeurent aujourd'hui des ruines.

## Histoire de l'Abbaye
L'abbaye fut fondée par Ranulph de Mortimer et son fils, Hugues de Mortimer en 1179 dans la paroisse de Leintwardine. Abbaye fille de l'Abbaye Saint-Victor de Paris D'autres seigneurs contribuèrent à son érection, parmi lesquels Brian de Brampton, qui fournit du bois de ses forêts et des pierres de ses carrières. À cette époque, l'abbaye était le plus grand monastère du comté, suivi de l'Abbaye de Dore et du prieuré de Leominster.
L'église abbatiale, comme l'église de Wigmore, était dédié à Saint Jacques. En tant que principaux mécènes de l'abbaye, plusieurs membres de la famille Mortimer s'y firent enterrés, dont cinq comtes de March.
L'abbaye prospéra jusqu'à la période de la dissolution des monastères en 1530, où elle fut détruite. Les ruines des bâtiments furent données à Sir T. Palmer.

## Abbés
- 1147-1175 - André de Saint-Victor (?-†1175) un important exégète, plus systématique que son prédécesseur, et sans doute joue-t-il un rôle central dans le courant médiéval. Dans De Emmanuel, Richard, puis Gaudefroy s'en prenant vivement à lui, jugeant stérile et étroit son retour au texte hébraïque. Roger Bacon au XIIIe siècle se plaindra de même de l'influence d'André. C'est dire son importance et en fait, De Emmanuel favorisa la diffusion de l'interprétation du commentaire d'Isaïe[1].